# GSM-R

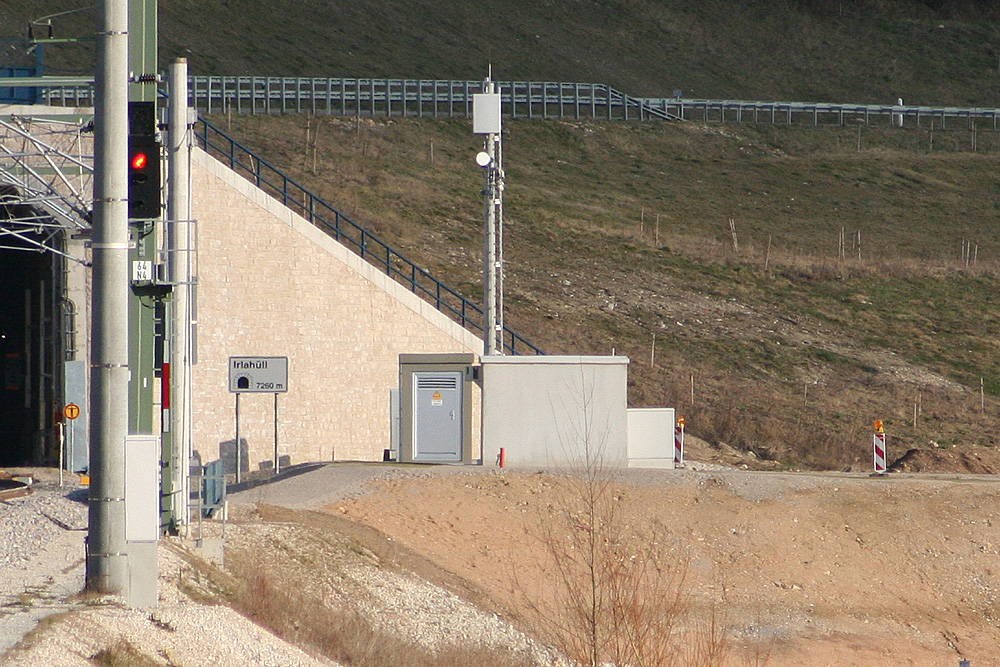
GSM-R-Basisstation an der Schnellfahrstrecke Nürnberg–Ingolstadt

Global System for Mobile Communications – Rail(way) (GSM-R oder GSM-Rail) ist ein digitales Mobilfunksystem, das auf dem weit verbreiteten Mobilfunkstandard GSM aufbaut, jedoch für die Verwendung bei den Eisenbahnen erweitert wurde. Es wurde zum Nachfolgesystem vieler unterschiedlicher und inkompatibler analoger Funksysteme. In Deutschland wurden damit mehrere analoge Zugfunksysteme abgelöst, weshalb GSM-R auch als digitaler Zugfunk bezeichnet wird. Es ist gemeinsam mit dem European Train Control System (ETCS) grundlegender Bestandteil des European Rail Traffic Management Systems (ERTMS).
GSM-R wird auf 130.000 Streckenkilometern eingesetzt. Es soll in den kommenden Jahren schrittweise durch FRMCS abgelöst werden. Die Deutsche Bahn plant, FRMCS zwischen 2026 und 2035 einzuführen. Beide Systeme werden als Bahnmobilfunk RMR (von englisch Railway Mobile Radio) zusammengefasst.

## Geschichte
1990 begann die Deutsche Bundesbahn (DB) mit dem Projekt DIBMOF (Dienste-integrierender Bahnmobilfunk). Das Funksystem sollte sowohl sicherheitsrelevante Informationen (z. B. die Linienförmige Zugbeeinflussung), betriebsinterne Dienste (z. B. Zugfunk) als auch externe Dienste (z. B. Reisendenkommunikation) integrieren. Das mit öffentlichen Mitteln geförderte Forschungsvorhaben sollte 1996 abgeschlossen werden. Erste Überlegungen, den damals vor der Einführung stehenden GSM-Standard zu nutzen, wurden im Rahmen von DIBMOF bereits 1989 angestellt.
Parallel liefen Untersuchungen, inwieweit die Nachrichtenübertragung in den Zug über einen Digitalfunk bei 900 MHz, entweder nach der GSM- oder der ETSI-Norm, realisiert werden könnte. Im Juni 1990 empfahl die CEPT zwei Frequenzbereiche von 870 bis 874 sowie von 915 bis 919 MHz, anschließend an das GSM-Frequenzband, für ein zukünftiges Funksystem der europäischen Bahnen. Nach einer Untersuchung der Frequenzverwaltungen wurde dieser Bereich im März 1991 für Bahnen reserviert.
Gestützt auf entsprechende Beschlüsse der europäischen Verkehrsminister (vom 4./5. Dezember 1989) setzte die EG-Kommission Anfang 1990 eine Projektorganisation mit Vertretern von Regierungen, Industrie und europäischen Bahnen auf. Unter Leitung der Generaldirektion Verkehr befasste sich in diesem Rahmen eine Arbeitsgruppe mit Problemen der Signalisierung und der Zugbeeinflussung. Aus einem längeren Meinungsbildungsprozess wurde ein Vorgehen festgelegt, das Elemente der Bahnen und der Industrie vereinigt. Daraus gingen neben dem Projekt Eurobalise und dem Projekt Eurocab das Projekt Euroradio hervor. In Kombination dieser Vorschläge wurde der Weg zu einer einheitlichen Zugbeeinflussung geebnet. Mit Beschluss vom 17. Dezember 1990 stimmte der EG-Rat für eine Vertiefung dieser Arbeiten.
Aus Kosten- und Zeitgründen wurden Ansätze für die Entwicklung eines eigenen westeuropäischen Eisenbahn-Funksystems verworfen und die Einführung eines eisenbahnspezifischen GSM-Systems weiterverfolgt: GSM-R. Die GSM-R-spezifischen Eigenschaften werden als Functional Requirements Specifications (FRS) und System Requirement Specification (SRS) definiert und veröffentlicht.
GSM-R ist ein Mobilfunkstandard, der seit 1992 vom Internationalen Eisenbahnverband (Union Internationale des Chemins de fer, UIC) betreut und weiterentwickelt wird. Neben der Sprachkommunikation dient GSM-R als Transportmedium für ETCS-Daten. Diese Daten ermöglichen neben der Zugbeeinflussung auch die Zugfernsteuerung, die Stellwerkskommunikation und die Überwachung technischer Betriebsparameter des Rollmaterials. Die UIC fasste die Entwicklung von GSM-R und das zu Beginn der 1990er Jahre ebenfalls in Entwicklung befindliche ETCS in einer Projektgruppe zusammen, welche gemeinsam mit der Europäischen Eisenbahnagentur (ERA) zur Herausbildung von ERTMS führte.
1993 fiel auf einer UIC-Sitzung in Gdansk die offizielle Entscheidung für GSM-R in Europa.
Die technische Entwicklung wurde zuerst im Rahmen des Projekts EIRENE (European Integrated Railway Radio Enhanced Network) koordiniert. Im Zuge der wachsenden Transportanforderungen und mit der Auflösung der osteuropäischen Wirtschaftsorganisation Rat für gegenseitige Wirtschaftshilfe (RGW) übernahm damit die Europäische Union (EU) mit der ERA im Bereich Zugfunk die Führung und arbeitete an einer einheitlichen, standardisierten und europaweit interoperablen Lösung. In der EG-Richtlinie 96/48 vom 23. Juli 1996 wird deshalb die Interoperabilität für den transeuropäischen Hochgeschwindigkeitsverkehr ab Mai 1999 zur gesetzlichen Pflicht gemacht.
In Folge verpflichteten sich im Jahr 1997 deshalb 32 europäische Bahnverwaltungen zur Einführung von GSM-R. Damit wurde die Interoperabilität bei der mobilen Kommunikation im Bahnbetrieb erstmals in weiten Teilen Westeuropas einheitlich festgelegt. Die funktionale Anforderungsspezifikation (FRS) wurde Ende Juni 1998 von den Generaldirektoren der Bahnunternehmen der UIC genehmigt. Ein weiterer Grund für die Einführung des neuen Funkstandards war, dass die analogen Funksysteme veraltet waren und somit nicht mehr wirtschaftlich zu betreiben waren. Allein die Deutsche Bahn betrieb seit den sechziger Jahren acht verschiedene Analog-Funk-Systeme: Zugfunk, Rangierfunk, Kfz-Funk, Betriebs- und Instandhaltungsfunk und weitere. Später beschlossen auch außereuropäische Bahnverwaltungen, GSM-R einzuführen.
Seit Ende 2006 erfolgt die koordinierte Entwicklung im Rahmen des Projektes European Rail Traffic Management System (ERTMS). In diesen Zeitraum fällt das Ende umfassender Praxistests, erster produktiver Einsätze von ETCS bei verschiedenen Bahnverwaltungen sowie der Beginn der Erarbeitung vielfältiger Verbesserungen für das 2016 verabschiedete Release 2 der ETCS Baseline 3.
Im Januar 2007 hatte ProRail in den Niederlanden als erster Eisenbahninfrastrukturbetreiber den Wechsel auf GSM-R vollzogen und sein analoges Netz abgeschaltet. Bis Herbst 2007 war GSM-R europaweit auf einer Länge von rund 60.000 km installiert und auf fast 40.000 km in Betrieb. Insgesamt sollten 148.000 km ausgerüstet werden.
Das Railway Interoperability & Safety Committee der Europäischen Union stimmte am 10. Februar 2016 einstimmig für eine Überarbeitung der Technische Spezifikationen für die Interoperabilität (TSI ZZS), die unter anderem die Baseline 1 der GSM-R-Spezifikation enthält. Wesentliche Neuerungen der Spezifikation waren die Unterstützung für General Packet Radio Service (GPRS) und eine bessere Dämpfung gegen Störeinflüsse öffentlicher Mobilfunksysteme. Mit EU-Verordnung 2016/919 vom 27. Mai 2016 wurden drei ETCS-Versionen – jeweils in Verbindung mit GSM-R-Baseline 1 – für verbindlich erklärt.

## Technik
Die technische Architektur eines GSM-R-Netzes entspricht weitgehend einem normalen GSM-Netz. Es hat dabei grundlegend die Kommunikation zwischen dem mobilen Endgerät und der fest installierten Nachrichteninfrastruktur zu gewährleisten. Die modular aufgebaute Netztechnik lässt sich in folgende drei Teilbereiche gliedern:
- Base Station Subsystem (BSS)
- Network Switching Subsystem (NSS)
- Operational Support System (OSS)

Die sogenannte Luftschnittstelle bestimmt mit den Datenübertragungsmöglichkeiten des Funksystems wesentlich die Leistungsfähigkeit. Diese Kapazität wird als Bandbreite bezeichnet und kennzeichnet den nutzbaren Frequenzbereich.

### Frequenzbereiche
Grundlage aller technischen Implementierungen sind die durch die UIC frühzeitig eingeleitete Reservierung von Funkfrequenzen. Es war das Ziel, in allen Ländern gegebenenfalls anderweitige Nutzungen des reservierten Bereiches zu beenden sowie optionale Bereiche nutzbar zu machen. Die tatsächliche Zuteilung der Frequenzbereiche erfolgt durch die nationalen Regulierungsbehörden. Roaming zwischen GSM-R und öffentlichen GSM-Netzen ist möglich.
Die in Deutschland zuständige Bundesnetzagentur reserviert das 4 MHz breite UIC-Frequenzband, welches derzeit für GSM-R genutzt wird:
- Uplink: 876–880 MHz
- Downlink: 921–925 MHz

Das UIC-Frequenzband wird durch 19 GSM-Kanäle mit einem Kanalabstand von 200 kHz aus dem R-GSM-Frequenzband genutzt.

Zusätzlich darf in Deutschland seit Ende 2009 (sowie u. a. auch in Liechtenstein, Österreich und der Schweiz) ein 3 MHz breites Frequenzband ('erweitertes' GSM-R, E-GSM-R oder ER-GSM) genutzt werden:
- Uplink: 873–876 MHz
- Downlink: 918–921 MHz

E-GSM-R ermöglicht die Nutzung von weiteren 15 GSM-Kanälen mit einem Kanalabstand von 200 kHz. Die Nutzung von E-GSM-R ist bisher stark eingeschränkt. Benachbarte Funkanwendungen wie
- der Uplink der öffentlichen Mobilfunkanbieter im E-GSM-Frequenzband (880–915 MHz) oder
- Short Range Devices (SRD) (863–870 MHz) und
- militärische Funkanwendungen (870–873 MHz und 915–918 MHz)

dürfen nicht gestört werden oder störten die zuverlässige Nutzung für die Bahnanwendung. Es ist aber eine Option für die parallele Einführung neuer leistungsfähigerer Funktechniken für Bahnanwendungen, die nach Abschaltung von GSM-R auch dessen Frequenzbereiche nutzen können.
Das erweiterte GSM-R-Frequenzband sollte in Deutschland ab 2015 genutzt werden. Es soll im Digitalen Knoten Stuttgart genutzt werden. Weitere Nutzungen wurden bislang nicht bekannt.
Infrabel beabsichtigt, einen Teil des erweiterten Bandes (Kanäle zwischen 919,6 bis 921,0 MHz) zu nutzen.
Nach einer ECC-Entscheidung von 2018 soll der untere Teil des E-GSM-R-Bandes (bis 919,4 MHz) für SRD-Anwendungen geöffnet werden. Daneben bestehen Bestrebungen, bei 919,9 MHz einen vierten RFID-Kanal einzuführen.
Mit Entscheidung vom 20. November 2020 beschloss das Electronic Communications Committee der CEPT, das gepaarte Frequenzband 874,4–880,0 und 919,4–925,0 MHz und das ungepaarte Frequenzband 1900–1910 MHz für Eisenbahnen in Europa als Railway Mobile Radio (RMR) bereitzustellen. RMR beinhaltet dabei GSM-R und Nachfolgesysteme wie FRMCS. Mit Beschluss vom 28. September 2021 verpflichtet die Europäische Kommission die Mitgliedsstaaten, bis zum 1. Januar 2022 die gepaarten Frequenzbänder 874,4–880,0 MHz und 919,4–925,0 MHz sowie, ab 1. Januar 2025, das ungepaarte Frequenzband von 1900 bis 1910 MHz für Bahnmobilfunk (GSM-R und FRMCS) auszuweisen. Damit steht ab 2022 mindestens ein Teil des erweiterten GSM-R-Frequenzbandes in den Mitgliedsstaaten der Europäischen Union zur Verfügung.
In Deutschland ist das erweiterte GSM-R-Frequenzband auch über 2033 hinaus nicht für andere Zwecke verfügbar.

### Gerätekategorie
GSM-R-Funkmodule werden nach Gerätekategorien unterteilt. Die Gerätekategorien tragen eine englischsprachige Bezeichnung und Abkürzung.
| Abkürzung | Bezeichnung                               | Beschreibung |
| --------- | ----------------------------------------- | --- |
| cab radio | Cabine Radio                              | Im Führerstand fest installiertes Telefon für die Sprachkommunikation über den digitalen Zugfunk |
| EDOR      | ETCS Data Only Radio                      | Auf dem Schienenfahrzeug fest installiertes Datenfunkmodul für die Datenkommunikation zwischen dem EVC und dem RBC für das Zugbeeinflussungssystem ETCS. EDOR erlaubt keine Sprachkommunikation. |
| GPH       | General Purpose Handheld                  | Mobiltelefon für allgemeine Einsatzzwecke entlang von Eisenbahnstrecke(n) in geschützter Umgebung (Indoor). GPH-Mobiltelefone sind weniger gut geschützt gegen das Eindringen von Festkörper und Flüssigkeiten (Schutzart) und sind empfindlicher gegen Schläge und Stöße (IK-Stoßfestigkeitsgrad) als OPH-Mobiltelefone. GPH-Mobiltelefone sind in der Regel mit einem kleineren Akku ausgerüstet als OPH-Mobiltelefone und somit nicht für den autonomen Dauerbetrieb während einer 8-stündigen Arbeitsschicht geeignet. GPH-Mobiltelefone eignen sich nur bedingt für den Einsatz im Gleisbereich. |
| OPH       | Operational Purpose Handheld              | Mobiltelefon für allgemeine Einsatzzwecke entlang von Eisenbahnstrecke(n) in ungeschützter Umgebung (Outdoor). OPH-Mobiltelefone sind für den Einsatz im Gleisbereich geeignet. OPH-Mobiltelefone sind gut geschützt gegen das Eindringen von Festkörper und Flüssigkeiten (Schutzart) und sind gut geschützt gegen Schläge und Stöße (IK-Stoßfestigkeitsgrad). OPH-Mobiltelefone sind in der Regel mit einem großen Akku für den autonomen Dauerbetrieb während einer 8-stündigen Arbeitsschicht ausgerüstet. |
| OPS       | Operational Purpose Handheld for Shunting | Mobiltelefon für das Rangierpersonal in ungeschützter Umgebung (Outdoor). OPS-Mobiltelefone sind geeignet für die Sprachkommunikation während des Rangierens. Das Rangierpersonal kommuniziert häufig über den digitalen Zugfunk vom OPS-Mobiltelefon über das Cabine Radio mit dem Lokomotivführer. Mit dem regelmäßig vom OPS-Mobiltelefon ausgesendeten Kontrollton kann der Lokomotivführer im Führerstand eine Störung der Kommunikationsverbindung feststellen und eine Bremsung einleiten. OPS-Mobiltelefone sind mit einer Totmanneinrichtung ausgerüstet. Erkennt die Totmanneinrichtung die Handlungsunfähigkeit des Rangierpersonals, bleibt der Kontrollton aus und der Lokomotivführer leitet eine Bremsung ein. Viele Hersteller rüsten OPH-Mobiltelefone mit der Totmanneinrichtung und dem Kontrollton aus und verkaufen diese als OPS-Mobiltelefone |

Die genauen Anforderungen an die einzelnen Gerätekategorieren sind in der EIRENE FRS definiert.
Für die Rangierkommunikation in Gleisbereichen ohne GSM-R-Mobilfunkversorgung wird analoger oder digitaler Betriebsfunk eingesetzt. Dieser Betriebsfunk erfolgt auf Funkfrequenzen außerhalb des ER-GSM-Frequenzband. Moderne Kommunikationslösungen für das Rangierpersonal sind neben einem GSM-R-Funkmodul auch mit einem Betriebsfunkmodul ausgerüstet. In Bereichen ohne GSM-R-Mobilfunkversorgung, wie zum Beispiel im Anschlussgleis, kommuniziert das Rangierpersonal über das Betriebsfunkmodul. Befindet sich das Rangierpersonal wieder im Bereich von GSM-R-Mobilfunkversorgung, zum Beispiel im Bahnhof, erfolgt die Rangierkommunikation über das GSM-R-Funkmodul.

### Sendeleistungen

#### Sendeleistungen der GSM-R-Funkmodule
Die Sendeleistung der GSM-R-Funkmodule ist aus gesundheitlichen Gründen begrenzt. Mobilfunkantennen auf dem Fahrzeugdach dürfen mit einer höheren Sendeleistung senden als am Körper getragene Mobiltelefone. Durch das Zeitmultiplexverfahren (TDMA) ist die gemittelte Sendeleistung eines GSM-R-Funkmoduls deutlich kleiner als die Spitzensendeleistung.
| Abkürzung | Bezeichnung                               | GSM Power class | max. Spitzenleistung | max. gemittelte Dauerleistung |
| --------- | ----------------------------------------- | --------------- | -------------------- | ----------------------------- |
| cab radio | Cabine Radio                              | 2               | 8 W (39 dBm)         | 1000 mW                       |
| EDOR      | ETCS Data Only Radio                      | 2               | 8 W (39 dBm)         | 1000 mW                       |
| GPH       | General Purpose Handheld                  | 4               | 2 W (33 dBm)         | 0250 mW                       |
| OPH       | Operational Purpose Handheld              | 4               | 2 W (33 dBm)         | 0250 mW                       |
| OPS       | Operational Purpose Handheld for Shunting | 4               | 2 W (33 dBm)         | 0250 mW                       |

Die Sendeleistungsregelung TPC reduziert die verwendete Sendeleistung des GSM-R-Funkmoduls auf das aktuell erforderliche Minimum.

#### Sendeleistungen der GSM-R-Basisstation
Die Sendeleistung des Downlink darf nicht massiv höher als die Sendeleistung im Uplink sein, ansonsten käme es zu Situationen, wo nur eine Simplex-Kommunikation von Basisstation zu GSM-R-Funkmodul möglich wäre (Downlink), jedoch eine Kommunikation von GSM-R-Funkmodul zu Basisstation unmöglich wäre (Uplink). Üblicherweise haben GSM-R-Basisstationen eine maximale Sendeleistung im Bereich von 5 bis 40 Watt (46 dBm). Werden Sektorantennen für die Ausstrahlung des GSM-R-Mobilfunksignals verwendet, liegt die Effektive Strahlungsleistung ERP einer GSM-R-Basisstation in der Regel im Bereich von 100 bis 1000 Watt.
Die Sendeleistungsregelung TPC reduziert die verwendete Sendeleistung der GSM-R-Basisstation für jeden Verkehrskanal (TCH) auf das aktuell erforderliche Minimum. Die Ausstrahlung eines oder mehreren GSM-Kanälen mit reinen Verkehrskanälen (TCH) kann bei Nichtgebrauch von der GSM-R-Basisstation eingestellt werden, was den Strombedarf und die Strahlungsbelastung senkt.

### Bahnspezifische Funktionen
Anfänglich trennte man bei GSM-R die Funktion in zwei Betriebsmodi, je nachdem ob ein GSM-R-Netz verfügbar war oder nicht. Diese Modi unterschieden sich in wesentlichen Parametern voneinander. Der Direct-Modus für Kurzstreckenkommunikation ohne GSM-R-Netz sollte ähnlich dem Sprechfunk funktionieren. Er entfiel aber mit der überarbeiteten FRS Version 8. Somit unterstützt GSM-R nur die Kommunikation über festinstallierte Mobilfunkantennen. Jegliche Sprach- und Datenkommunikation wird über mindestens eine GSM-R-Mobilfunkantenne abgewickelt. Eine direkte Funk-Kommunikation zwischen zweier GSM-R-Funkmodule außerhalb der Reichweite einer GSM-R-Mobilfunkantenne ist nicht möglich.
Im GSM-Modus kommen nach dem GSM-Standard spezifizierte Betriebsparameter zur Anwendung. Ein GSM-R-Netz im GSM-Modus entspricht weitgehend einem öffentlich zugänglichen GSM-Netz, jedoch sind seitens der UIC zusätzliche Dienste gefordert, und einige Parameter aus Standard-GSM wurden enger spezifiziert. Um alle Applikationen des GSM-R-Netzes für die Fahrdienstleiter und Disponenten zu nutzen, kommen spezielle Fixed Terminal Systems (FTS) zum Einsatz. GSM-R kann nur mit speziellen GSM-R-fähigen Mobilfunkgeräten und speziellen GSM-R-tauglichen SIM-Karten genutzt werden. Die Unterschiede sind im Einzelnen:
- Die Unterstützung von Funktionsrufnummern für Sprach- und Datenanrufe ist erforderlich.
- Funktionsrufnummern müssen vom Netz aufgelöst und auf den Endgeräten in Textform dargestellt werden.
- Die Anrufzustellung abhängig vom Aufenthaltsort des Anrufenden muss möglich sein. Auf diese Art kann etwa, abhängig vom Aufenthaltsort, mit der gleichen Rufnummer immer der zuständige Fahrdienstleiter erreicht werden.
- Die Implementierung eines bahnspezifischen Notrufs ist erforderlich.
- Die Implementierung der Advanced Speech Call Items (ASCI) ist erforderlich.
- Die Implementierung des GSM-Dienstes Voice Broadcast Service (VBS) ist erforderlich. Hierbei handelt es sich um einen Sammelanruf für Einwegkommunikation, d. h. der Anrufende kann sprechen, alle Angerufenen können nur zuhören (Durchsagedienst).
- Die Implementierung des GSM-Dienstes Voice Group Call Service (VGCS) ist erforderlich. Hierbei handelt es sich um einen Sammelanruf, der zeitgleich an ganze Nutzergruppen zugestellt wird und in dem alle Teilnehmer sprechen können.
- Die Unterstützung von Funktionsrufnummern für VBS und VGCS ist erforderlich. Hierbei müssen Adressierungsmöglichkeiten wie etwa alle Züge oder gesamtes Zugpersonal unterstützt werden.
- Für Sprachverbindungen muss ein spezieller Rangiermodus implementiert werden. Dieser beinhaltet die Schaltung eines Verbindungskontrollsignals (link assurance signal), das allen Beteiligten regelmäßig das Bestehen einer Verbindung in Form eines Kontrolltons anzeigt.
- Die Implementierung von Enhanced Multi-Level Precedence And Pre-emption Service (eMLPP) ist erforderlich. Jedem Anruf muss eine Prioritätsstufe zugewiesen werden, das Netz muss die Verdrängung von Anrufen niedriger Priorität durch höher priorisierte Anrufe unterstützen, verdrängte Anrufe sollen beendet werden. Die folgenden Prioritätsstufen werden in GSM-R vergeben:
  - Prio 0: bahnspezifische Notrufe (railway emergency)
  - Prio 1: ETCS-Anwendungen
  - Prio 2: Notruf Strecke, Tunnelnotruf
  - Prio 3: betriebliche Verbindungen (Fahrdienstleiter zu Triebfahrzeugführer oder Fahrdienstleiter zu Fahrdienstleiter) und Rangiermodus (railway operation)
  - Prio 4: dispositive Verbindungen, sonstige Anrufe z. B. Triebfahrzeugführer-Triebfahrzeugführer-Kommunikation (railway information) und Gruppenanrufe von Instandhaltungspersonal (public emergency and group calls from Maintenance personnel in the same area)
- Ein spezifischer Datendienst für ETCS muss implementiert werden.
- In den verwendeten SIM-Karten müssen Datenfelder für GSM-R-spezifische Daten angelegt werden.
- Die Unterstützung von Endgeräten, die sich mit einer Geschwindigkeit von bis zu 500 km/h bewegen, muss sichergestellt werden.
- Ein Versorgungspegel von mindestens -98 dBm (entspricht 38,5 dBμV/m) mit einer Versorgungswahrscheinlichkeit von 95 % für Sprachverbindungen und nicht sicherheitskritische Anwendungen muss sichergestellt werden.
- Ein Versorgungspegel von mindestens -95 dBm (entspricht 41,5 dBμV/m) mit einer Versorgungswahrscheinlichkeit von 95 % für Strecken mit ETCS Level 2/3 bei Geschwindigkeiten von bis zu 220 km/h muss sichergestellt werden.
- Rufaufbauzeiten für bahnspezifische Notrufe müssen in mindestens 95 % der Fälle kleiner als zwei Sekunden sein.
- Rufaufbauzeiten für Gruppenrufe zwischen Teilnehmern eines Rufbereichs müssen in mindestens 95 % der Fälle kleiner als fünf Sekunden sein.
- Fest eingebaute Endgeräte müssen bei Ausfall der Stromversorgung mindestens eine Stunde weiter funktionieren, wobei das Gerät 15 Minuten benutzt werden kann.

Der GSM-Modus von GSM-R wurde für den gesamten R-GSM Frequenzbereich spezifiziert.

#### Funktionsrufnummern
Die Implementierung von Funktionsrufnummern bedeutet, dass das Netz neben den individuellen, an die SIM-Karte gebundenen Rufnummern, zusätzliche Rufnummern für bestimmte Endstellen und Funktionsträger zur Verfügung stellt.
Auf diese Art können Funktionsträger in einem Zug (etwa der Triebfahrzeugführer oder der Zugführer bzw. bei DB Fernverkehr der Zugchef), die Besatzung einer Lokomotive, eine Rangier- oder Wartungsgruppe, ein bestimmter Fahrdienstleiter oder etwa der Zugdatenrecorder erreicht werden, ohne die jeweilige individuelle Rufnummer kennen zu müssen. Es ist außerdem möglich, Funktionsträger gruppenweise zu adressieren, beispielsweise die gesamte Besatzung eines Zuges oder alle Lokführer, die eine bestimmte Strecke befahren.
Die erste Ziffer einer GSM-R-Rufnummer gibt den Call Type, die Art der Rufnummer, an. Hierbei steht
- 1 für Kurznummern (beispielsweise 1-3-00 für den möglichst zum Standort passenden Fahrdienstleiter),
- 2 für Zugfunktionsnummern (beispielsweise 2-00123-01 für den führenden Triebfahrzeugführer des Zugs 123),
- 3 für Triebfahrzeugfunktionsnummern (beispielsweise 3-80-152005-01 für den führenden Triebfahrzeugführer auf der Lok 91 80 6 152 005-5),
- 4 für Wagenfunktionsnummern (beispielsweise 4-80-8681863-01 für den führenden Triebfahrzeugführer auf dem Steuerwagen 50 80 86-81 863-2),
- 5 für Voice Group Call Service und Voice Broadcast Service,
- 6 für Wartungs- und Rangierdienste (bestehend aus fünfstelliger Location Number und vierstelligem Funktionscode),
- 7 für Train Controller Function Numbers (z. B. Fahrdienstleiter; beispielsweise 7-600300-01),
- 8 Mobile Subscriber Number (zur Bildung der MSISDN),
- 9 Breakout Codes (900–909) für internationale GSM-R-Anrufe (900) und zum Bahntelefonnetz (901), sowie Nummern für besondere nationale Systeme (z. B. bei der DB Netz AG für die Zugvorbereitungsmeldung) und
- 0 für den Zugang zum öffentlichen Telefonnetz (PSTN).[41]

#### Spezifischer Notruf
Beim bahnspezifischen Notruf handelt es sich um einen Anruf mittels VGCS, der, abhängig vom Standort des Anrufenden und der angerufenen Notrufnummer, an festgelegte Nutzergruppen zugestellt, speziell signalisiert und automatisch verbunden wird. Durch die spezielle Signalisierung wird der Rufaufbau verkürzt und Rufe mit niedrigerer Priorität werden verdrängt. Jedes GSM-R-Endgerät muss für diese Art des Notrufs eine spezielle rote Taste haben. Über die anzurufende Notrufnummer entscheidet nicht der Anwender, sondern die Verwendung des Geräts. Zum Beispiel konfiguriert ein GSM-R-Endgerät, das für einen Rangiermitarbeiter im Netz angemeldet wird, automatisch die korrekte Notrufnummer. Die dafür notwendigen Informationen sind auf der SIM-Karte des Endgerätes und in der MSC hinterlegt. Bahnnotrufe werden auf Anweisung des Eisenbahn-Bundesamtes (EBA) für eine spätere Auswertung des Unfallgeschehens netzseitig aufgezeichnet und längerfristig archiviert.
Ein auf einem Triebfahrzeug eingehender Notruf wird automatisch über einen Lautsprecher im Führerstand ausgegeben. Dadurch ist keine Mitwirkung des Triebfahrzeugführers nötig, um den Notruf hören zu können.
Für die adressierbaren Notrufgruppen sind folgende Anrufgruppenkennungen definiert:
- 299 Notruf für Zuggruppen und Triebfahrzeugführer
- 539 Notruf für Bahnhofs- und Sicherheitspersonal (nicht vergeben im Netz der DB AG)
- 569 Notruf für Technik- und Wartungspersonal (Trackside maintenance groups)
- 579 Fahrdienstleiternotruf (nicht vergeben im Netz der DB AG)[42]
- 599 Rangiergruppennotruf

### Herausforderungen

#### Störungen durch benachbartes UMTS/LTE-900-Mobilfunksignal
Um Kosten zu sparen, wurde von Eisenbahninfrastrukturbetreibern teilweise nur eine minimale Mobilfunkinfrastruktur installiert. Sie wurde meistens so ausgelegt, dass beim Ausfall einer Mobilfunkstation (BTS) die Feldstärke des durch das Zugfunkgerät empfangenen GSM-R-Mobilfunksignals auf dem betroffenen Streckenabschnitt gerade das vorgeschriebene Minimum von -98 dBm erreicht. Die Spezifikation EIRENE SRS Version 15 fordert das auf Bahnstrecken mit optischer Signalisierung und -95 dBm bei Führerstandssignalisierung unter ETCS L2 bis 220 km/h.
Das war kein Problem, solange die europäischen Mobilfunkanbieter im benachbarten Frequenzband E-GSM nur Mobilfunksignale für GSM ausstrahlten. Seit einigen Jahren dürfen die europäischen Mobilfunkanbieter im E-GSM-Frequenzband auch breitbandige UMTS- oder LTE-Signale ausstrahlen (UMTS 900/LTE 900). Diese UMTS- oder LTE-Mobilfunksignale in benachbarten Frequenzbereichen konnten in bisherigen GSM-Empfängern zu einer Intermodulation 3. Ordnung führen. Dabei mischen sich an Nichtlinearitäten im Empfängerzweig die beiden Nutzsignale und es entsteht als Mischprodukt unter anderem {\displaystyle 2\cdot f_{1}-f_{2}}, was wiederum in den Empfangsbereich des GSM-Zugfunkgerätes fällt. Faktisch konnten also die beiden Nutzsignale nicht als Störer bezeichnet werden, sondern es waren bis dahin unbeachtete Probleme der vorhandenen Empfangsgeräte. Die Störungen treten insbesondere beim Befahren von schlecht mit GSM-R versorgten Eisenbahnstreckenabschnitten auf, wo sich benachbart UMTS- oder LTE-Mobilfunkantennen mit hoher Sendeleistung befinden. Dadurch liefert auch das Intermodulationsprodukt dritter Ordnung einen hohen Signalpegel an den Empfänger und das breitbandige UMTS/LTE-Nutzsignal erzeugt auch ein breitbandiges Mischprodukt.
Vor diesem Hintergrund hat die CEPT im Jahr 2010 festgelegt, dass innerhalb eines jeweils vier Kilometer breiten Streifens rechts und links der Bahnstrecken grundsätzlich keine Ausstrahlungen von Signalen in den 900-MHz-Bändern des öffentlichen Mobilfunks erfolgen dürfen. Aufgrund von Betreiberabsprachen zwischen den Betroffenen und den Mobilfunknetzbetreibern über eine gegenseitige Koordinierung ihrer Anlagen konnten in Deutschland die beidseitigen Schutzkorridore auf bis zu 500 m eingekürzt werden, jeweils abhängig vom Frequenzbereich innerhalb des 900-MHz-Frequenzbandes.
In Schweden musste das GSM-R-Mobilfunknetz wegen der Störungen von benachbarten UMTS-/LTE-900-Mobilfunksignalen für über 15 Millionen Euro mit zahlreichen neuen Mobilfunkantennen aufgerüstet werden. Damit werden die Signalpegel soweit angehoben, dass die geforderte redundante Anbindung an die GSM-R-Mobilfunkversorgung weiterhin gewährleistet ist. Die minimale Signalstärke des Schwedischen GSM-R-Mobilfunknetzes musste wegen der Breitbandstörungen von -95 dBm auf -83 dBm verbessert werden.
Möglichkeiten zur Vermeidung des Problems sind
- Absprachen mit den Betreibern der öffentlichen Mobilfunknetze über
  - einen Frequenzwechsel, sodass das Mischprodukt nicht mehr in den GSM-R-Frequenzbereich fällt
  - eine Reduzierung der Sendeleistung, sodass das Mischprodukt einen geringeren Signalpegel an den Empfänger liefert
  - eine gemeinsame Planung und ggf. Nutzung von Senderstandorten[50]
- Vorschalten eines auf den GSM-R-Frequenzbereich abgestimmten Filters vor das Zugfunkgerät[45]

Laut einem Fachartikel traten diese Probleme in der Schweiz praktisch nicht auf. Als Gründe werden besondere rechtliche Vorschriften und die Struktur des GSM-R-Netzes genannt.
Seit 2016 sind mit der Einführung von GSM-R Baseline 1 die Verwendung von Filtern auf den Fahrzeugen verbindlich vorgeschrieben, womit die Lösung des technischen Problems ohne Wechsel des Systems aufgezeigt ist.
Eine besondere Situation stellt die zukünftige Umstellung von GSM-R auf ein Nachfolgesystem dar. Aus Mangel an frei verfügbarem Frequenzspektrum muss man während des Umstellungszeitraumes aus dem derzeit für GSM-R genutzten Spektrum einen minimalen Bereich abgeben und für das neu zu etablierende LTE-Signal nutzen. Im Jahr 2016 wurden entsprechende Untersuchungen durch die ERA abgeschlossen und die prinzipielle technische Realisierung wird für möglich erachtet.

#### Unterstützung eines paketorientierten Datendienstes für ETCS Level 2
Frühere EIRENE-Spezifikationen erlauben für ETCS L2 nur den Einsatz des verbindungsbasierten Datendienstes (Circuit Switched Data, CSD) für die Datenübermittlung zwischen ETCS-Zentrale (Radio Block Centre, RBC) und dem ETCS-Fahrzeugrechner (European Vital Computer, EVC). Die für ETCS L2 erforderlichen GSM-R-Funkkapazitäten im Bereich von Rangierbahnhöfen und Eisenbahnknoten reichen nicht aus, wenn ausschließlich der verbindungsbasierten Datendienst verwendet wird. CSD ist ein sehr ineffizienter Datendienst. Bei der Nutzung wird ein Zeitschlitz eines Funkkanals während der Verbindung auch dann dauerhaft für einen Teilnehmer reserviert, wenn keine Daten gesendet oder empfangen werden.
Dieses Funkkapazitätsproblem löst der Einsatz des paketorientierten Datendienstes (Packet Switched Data, PSD) für ETCS L2. Statt verbindungsorientiert erfolgt die Datenübermittlung zwischen RBC und dem EVC paketvermittelt. Der paketorientierte Datendienst für ETCS L2 ist Bestandteil der Spezifikation GSM-R Baseline 1. Damit der paketorientierte Datendienst für ETCS L2 verwendet werden kann, muss die fahrzeugseitige Ausrüstung, die streckenseitige Ausrüstung (Anmelde-Balisen, RBC) und das Mobilfunknetz PSD-kompatibel sein. Seit 2016 ist der Standard für die paketorientierte Datenübertragung unter Berücksichtigung gleichzeitiger CSD-Nutzung durch die UIC autorisiert.
Da in Europa praktisch nur das UIC-Frequenzband für GSM-R genutzt werden kann, ergeben sich daraus folgende technische Möglichkeiten.
Das UIC-Frequenzband besteht aus 19 GSM-Kanälen mit einem Kanalabstand von 200 kHz. Bei der Frequenzplanung wird in der Regel für 2 GSM-Kanäle mit 15 Verkehrskanälen (TCH) und einem Steuerkanal (Control Channel) gerechnet. Jeder am Radio Block Centre angemeldete Zug beansprucht bei CSD einen ganzen Verkehrskanal (Full Rate) für sich, mit der Datenübertragungsrate von 4,8 kBit/s (TCH/F4.8). 2 GSM-Kanäle bieten die Kapazität für maximal 15 Züge an. Durch die Redundanz-Anforderungen und die überlagerten Funkzellen schrumpft die reale Funkkanalkapazität von GSM-R auch bei einfacher, linienförmiger Streckenführung stark zusammen. Feldversuche zeigten, dass sich beim Einsatz des paketorientierten Datendienstes für ETCS L2 an Stelle des CSD die Zugkapazität pro Funkzelle um den Faktor:
- 5× GPRS
- 7× EGPRS (EDGE) in Eisenbahnknoten mit niedrigen Fahrgeschwindigkeiten
- 5× EGPRS (EDGE) auf Eisenbahnstrecken mit hohen Fahrgeschwindigkeiten (Doppler-Effekt reduziert die Datenübertragungsrate)

erhöht. Die technische Herausforderung bei der Realisierung eines paketorientierten Datendienstes für ETCS L2 ist die Erfüllung aller QoS-Anforderungen. Diese sind im UNISIG-Subset 093 definiert.
Bei dem verbindungsbasierten Datendienst CSD nimmt die Übertragung einer ETCS-Fahrterlaubnis etwa 0,8 s in Anspruch. Mit Optimierungen sind kürzere Laufzeiten möglich. Insbesondere die Erfüllung der Anforderung „maximale Ende-zu-Ende-Übertragungszeit“ ist bei einem paketorientierten Datendienst deutlich schwieriger als bei einem verbindungsbasierten Datendienst. Mit dieser Anforderung wird festgelegt, um wie viele Millisekunden die Übertragung eines ETCS-Telegrammes vom Absender zum Empfänger durch das Mobilfunknetz höchstens verzögert werden darf. Die Anforderung an die maximale Paketübertragungszeit durch die Übertragungskette ist zum Beispiel sicherheitskritisch bei extern ausgelösten Notbremsungen (durch ortsfest installierte Sicherungsanlage oder den Fahrdienstleiter) von Fahrzeugen. Je schneller die Notbremsung des Fahrzeugs ausgelöst werden kann, desto kürzer ist der Bremsweg.
PSD ist ein Best-Effort-Dienst: Datenpakete können nur versendet werden, wenn die Luftschnittstelle freie Übertragungskapazität hat. In einem störungsfreien, nicht überlasteten GPRS-Mobilfunknetz wird ein Datenpaket mit 32 Byte Nutzdaten in weniger als 100 Millisekunden vom Sender zum Empfänger übertragen. Wird das Mobilfunknetz durch ein zu hohes Datenverkehrsaufkommen überlastet, stauen sich die Datenpakete in der Sendeelektronik-Warteschlange. Bei Überlast erreicht das gleiche Datenpaket den Empfänger erst nach über 1000 Millisekunden. Im schlimmsten Fall wird das Datenpaket von der Sendeelektronik nicht versendet (verworfen), da die Sendewarteschlange zu lang ist. Damit die zeitkritischen ETCS-Datenpakete mit PSD möglichst unverzögert übertragen werden, müssen die Mobilfunknetzbetreiber genügend Übertragungskapazitäten bereitstellen und in der Sendeelektronik sind QoS-Mechanismen zu implementieren. Mit der Dokumentation als Standard der ERA gemeinsam mit ETCS ist das technische Problem gelöst und die Unternehmen können die praktischen Implementierungen vornehmen.
Bei der bis 2021 vorgesehenen ETCS-Ausrüstung Dänemarks kommt GPRS in Gebieten mit hohem Verkaufsaufkommen zum Einsatz. In Deutschland wird GPRS für ETCS erwogen.

## Verwendung
| Land                   | Betreiber              | Status | Streckenlänge mit GSM-R geplant (km) | Nutzer |
| ---------------------- | ---------------------- | --- | ------------------------------------ | ------ |
| Algerien               | ANESRIF                | im Aufbau |                                      |        |
| Australien             | RailCorp               | im Aufbau | 40                                   |        |
| Belgien                | SNCB/NMBS              | in Betrieb | 3000                                 | 400    |
| Bulgarien              | NRIC                   | im Aufbau | 1020                                 |        |
| Dänemark               | Banedanmark            | in Betrieb, 315 Basisstationen und etwa 75 Fahrdienstleiter-Arbeitsplätze | 2000                                 |        |
| Deutschland            | DB InfraGO             | in Betrieb | 29300                                | 31346  |
| Finnland               | RHK                    | war von 2008 bis 2019 in Betrieb und wurde anschließend abgebaut, vorübergehend durch ein TETRA-Funksystem ersetzt und soll nunmehr durch FRMCS über öffentlichen Mobilfunk ersetzt werden | 4970                                 | 5000   |
| Frankreich             | SNCF Réseau            | in Betrieb | 14400                                |        |
| Griechenland           | OSE                    | in Betrieb | 707                                  |        |
| Vereinigtes Königreich | Network Rail Limited   | in Betrieb | 14780                                | 8452   |
| Kroatien               |                        | Planung und Aufbau, mit FRMCS-Hochrüstung, ausgeschrieben im März 2024 | 1280                                 |        |
| Indien                 | IR                     | in Betrieb, Ausbau geplant | 2541                                 |        |
| Irland                 | CIÉ                    | im Aufbau |                                      |        |
| Israel                 | Israel Railways        | war 2016 in Planung, Bau und Betrieb wurden 2017 für 20 Jahre vergeben | 800                                  |        |
| Italien                | RFI                    | in Betrieb | 10199                                | 3000   |
| Litauen                | Lietuvos geležinkeliai | in Betrieb seit etwa 2010, 136 Basisstationen, rund 600 Bordgeräte | 1179                                 |        |
| Luxemburg              | CFL                    | in Betrieb | 271                                  |        |
| Marokko                |                        | im Aufbau |                                      |        |
| Mexiko                 |                        | im Aufbau | 35                                   |        |
| Niederlande            | ProRail                | in Betrieb | 3050                                 | 6900   |
| Nordirland             |                        | Machbarkeitsstudien |                                      |        |
| Norwegen               | JBV                    | in Betrieb | 3800                                 | 4420   |
| Österreich             | ROeEE / ÖBB Infra      | in Betrieb | 3300 (circa)                         | 820    |
| Polen                  | PKP                    | im Aufbau (in Vergabe) | 15000                                |        |
| Portugal               |                        | in Planung | 2600                                 |        |
| Rumänien               |                        | in Planung | 750                                  |        |
| Russland               |                        | Machbarkeitsstudien |                                      |        |
| Saudi-Arabien          |                        | im Aufbau | 2493                                 |        |
| Schweden               | Trafikverket           | in Betrieb (zunächst 255 BTS und 7 BSC für 2400 Streckenkilometer; Ablösung ab Mitte der 2020er geplant)                                                                                   | 9850                                 | 4300   |
| Schweiz                | SBB/CFF/FFS            | in Betrieb | 3100                                 | 5100   |
| Slowakei               |                        | in Betrieb | 884                                  |        |
| Slowenien              | AZP                    | Einführung im August 2013 begonnen, netzweit am 19. Dezember 2017 in Betrieb genommen; umfasst 244 Basisstationen und 112 Repeater                                                         | 1226                                 |        |
| Spanien                | ADIF                   | in Betrieb | 10189                                | 1900   |
| Südafrika              | PRASA                  | 2013 beauftragt | 1200                                 |        |
| Tschechien             | České dráhy            | in Betrieb | 5400                                 | 300    |
| Türkei                 |                        | im Aufbau | 1720                                 |        |
| Ungarn                 | VPE                    | im Aufbau | 900                                  |        |
| Vereinigte Staaten     | US/DOT                 | Machbarkeitsstudien |                                      |        |
| Volksrepublik China    | CR Group               | in Betrieb | 3896                                 |        |

### Deutschland (Deutsche Bahn)
Eigentümer und Betreiber des deutschen GSM-R-Netzes ist die DB InfraGO AG. Generalunternehmer und Hersteller des Mobilfunknetzes der Deutschen Bahn war die kanadische Firma Nortel, nach deren Auflösung der ehemalige europäische Vertreter Kapsch Carrier Com (KCC) das Geschäft fortgeführt hat. Seit Februar 2008 wurden auch Basisstationen von Nokia Siemens Networks (heute Nokia Solutions and Networks, NSN) aufgebaut. Die Dualmode-GSM-R-Terminals, welche neben dem GSM-R-Standard auch noch den analogen Zugfunk unterstützen, wurden von der Hörmann Funkwerk Kölleda GmbH über Nortel Networks an die Deutsche Bahn geliefert.
1998 entschied die DB, den in den 1970er Jahren eingeführten analogen Zugfunk vollständig auf GSM-R umzustellen. Vorher wurden im Januar 1998 erste GSM-R-Funktests auf der Strecke zwischen Stuttgart und Bruchsal durchgeführt. Im Jahr 2001 wurde GSM-R auf einem 15 km langen Testabschnitt Gräfenhainichen–Bitterfeld der Strecke Berlin–Halle vollständig in Betrieb genommen.
Im Juli 1999 übernahm DB Telematik (vormals Arcor), im Auftrag von DB Netz, die Planung des deutschen GSM-R-Netzes. Danach wurde vorübergehend auch der Netzbetrieb übernommen. Die Deutsche Bahn stellte am 1. Oktober 1999 ihre Pläne für den Aufbau eines GSM-R-Netzwerks vor. Bis Ende 2002 sollten dabei 27.000 Streckenkilometer mit 2800 Basisstationen abgedeckt werden. Der Aufbau des Netzes sollte in fünf Phasen erfolgen. Nach Planung von 2001 sollten bis 2004 etwa 1,5 Milliarden Euro in die Streckeninfrastruktur und 250 Millionen Euro in die Zugterminals investiert werden. 2003 war ein Streckenpaket von etwa 24.500 km beauftragt. Die von Nortel Networks als Generalunternehmer gelieferte Systemtechnik sollte etwa 2700 Basisstationen, 60 BSC und sieben MSC umfassen. Darüber sollten etwa 150.000 mobile Endgeräte versorgt werden. Damit einher gingen zehntausende aufsichtsbehördliche Verwaltungsakte. Die erste nur auf digitalem Zugfunk (GSM-R) basierende Strecke war die Schnellfahrstrecke Köln–Rhein/Main, welche am 1. August 2002 in Betrieb ging.
Umstritten war, inwieweit private Eisenbahnverkehrsunternehmen zur Umstellung auf GSM-R gezwungen werden können. Kritiker bemängelten, dass das neue System den Unternehmen kaum Vorteile bringen, jedoch hohe Kosten aufbürden würde. Ende 2003 wurde dabei ein Kompromiss zwischen den Verkehrsunternehmen und DB Netz ausgehandelt. Bis Ende 2004 wurde die Grundstufe (Basisprojekt) des GSM-R-Systems mit rund 2600 Basisstationen, 63 BSC und 7 MSC abgeschlossen. Weitere BTS sollten im Rahmen eines Zusatzpaketes noch aufgebaut werden.
Bis Dezember 2009 wurde digitaler Rangierfunk in 1050 von 1350 Rangierbereichen in Betrieb genommen. Im April 2010 waren mehr als 25.000 Kilometer des Streckennetzes auf GSM-R-Zugfunk umgestellt. Im Jahr 2016 waren im Netz der Deutschen Bahn rund 29.000 von gut 33.000 Streckenkilometern mit GSM-R ausgerüstet. Auf den übrigen Strecken läuft die Kommunikation über analogen Zugfunk oder das öffentliche GSM-Netz. In Vorbereitung der Einführung von ETCS wurde entlang von Neu- und Ausbaustrecken im Umfang von 3444 km ein erhöhter Funkpegel von mindestens -95 dBm (gemäß EIRENE SRS) und eine erhöhte BTS-Verfügbarkeit realisiert. Über 9800 Fahrzeuge der Deutschen Bahn wurden bis 2007 für GSM-R umgerüstet. Das Netz umfasst etwa 7000 Standorte. Eigentümer und Betreiber des deutschen GSM-R-Netzes ist seit 1. Januar 2013 die DB Netz AG.
Die Kernkomponenten des GSM-R-Mobilfunknetzes (NSS) sollten bis Ende 2017 auf 3GPP-Release 4 aktualisiert und die bisherige Anzahl von sieben MSC reduziert werden. Zwischen September 2017 und März 2018 wurden die sieben MSC (Frankfurt am Main, Leipzig, München, Berlin, Stuttgart, Hannover und Essen) auf das neue System umgestellt.
Im Juli 2015 vergab die Deutsche Bahn neue Aufträge zur Modernisierung des BSS-Teils des GSM-R-Netzes. Bis zum Jahr 2024 sollten bis zu 3300 Basisstationen (BTS), 38 Base Station Controller (BSC) und Transcoder (TRAU) ausgetauscht werden. Der Auftrag hat ein Gesamtvolumen von 200 Millionen Euro. Ein Los ging an Nokia, das zweite Los an ein Konsortium von Huawei und Siemens. Der Auftrag beinhaltet auch Wartung und Reparatur der neuen Netzkomponenten bis 2033.
Aufgrund eines GSM-R-Ausfalls bei der Deutschen Bahn am 8. Oktober 2022 wurde der Zugverkehr in Niedersachsen, Bremen, Hamburg und Schleswig-Holstein für rund drei Stunden eingestellt. Zuvor waren zeitversetzt zwei zueinander redundante Kabel bei Herne und Berlin-Karow durchtrennt worden. Wie Ermittlungen später zeigten, war der Ausfall die Folge zweier an sich voneinander unabhängiger versuchter Diebstähle von Kupferkabeln.
Am 7. September 2024 wurde der Bahnbetrieb in Teilen Hessens aufgrund einer GSM-R-Störung eingestellt. Als Ursache gilt ein Stromausfall, nach dem es in Folge eines Fehlers bei der Umschaltung zurück auf Netzstrom zu dem Ausfall gekommen war. Die Deutsche Bahn kündigte an, infolgedessen Diagnosesysteme anzupassen. Unklar ist, warum die Rückfallebene (über öffentlichen Mobilfunk) ebenfalls betroffen war.
Nach einem mutmaßlichen Brandanschlag in München kam es am 9. April 2025 zu einem mehrstündigen GSM-R-Ausfall in Süddeutschland, in dessen Folge auch der Verkehr auf der ausschließlich mit ETCS betriebenen Schnellfahrstrecke Ebensfeld–Erfurt eingestellt wurde.
Im GSM-R-Netz der DB sollen laut Verzeichnis der Langsamfahrstellen 2016 mehr als tausend Stellen mit unzureichender Funkausleuchtung, von bis zu einem Kilometer Länge, bestanden haben. Laut Angaben von DB Netz sei die Funkversorgung auf etwa 250 Abschnitten mit schwankender Ausdehnung, zumeist wenigen Hektometern, eingeschränkt gewesen. Die Qualität der Funkversorgung werde zur Inbetriebnahme sowie im Rahmen regelmäßiger Messfahrten, spätestens alle 24 Monate, überprüft. Laut Angaben des Eisenbahn-Bundesamtes habe die Verfügbarkeit auf dem Gesamtnetz der Deutschen Bahn bei 99 Prozent gelegen. Europaweit gefordert seien 95 Prozent.
| Kanal (ARFCN) | Landesinnere D | Grenzgebiet F-D-CH | Grenzgebiet D-CH | Bezeichnung des Frequenzband |
| ------------- | -------------- | ------------------ | ---------------- | ---------------------------- |
| 940           | GSM-R D        | –                  | –                | ER-GSM                       |
| 941           | GSM-R D        | ?                  | ?                | ER-GSM                       |
| 942           | GSM-R D        | ?                  | ?                | ER-GSM                       |
| 943           | GSM-R D        | ?                  | ?                | ER-GSM                       |
| 944           | GSM-R D        | ?                  | ?                | ER-GSM                       |
| 945           | GSM-R D        | ?                  | ?                | ER-GSM                       |
| 946           | GSM-R D        | ?                  | ?                | ER-GSM                       |
| 947           | GSM-R D        | ?                  | ?                | ER-GSM                       |
| 948           | GSM-R D        | ?                  | ?                | ER-GSM                       |
| 949           | GSM-R D        | ?                  | ?                | ER-GSM                       |
| 950           | GSM-R D        | ?                  | ?                | ER-GSM                       |
| 951           | GSM-R D        | ?                  | ?                | ER-GSM                       |
| 952           | GSM-R D        | ?                  | ?                | ER-GSM                       |
| 953           | GSM-R D        | ?                  | ?                | ER-GSM                       |
| 954           | GSM-R D        | ?                  | ?                | ER-GSM                       |
| 955           | GSM-R D        | -                  | -                | R-GSM                        |
| 956           | GSM-R D        | GSM-R F            | GSM-R CH         | R-GSM                        |
| 957           | GSM-R D        | GSM-R CH           | GSM-R CH         | R-GSM                        |
| 958           | GSM-R D        | GSM-R F            | GSM-R CH         | R-GSM                        |
| 959           | GSM-R D        | GSM-R CH           | GSM-R CH         | R-GSM                        |
| 960           | GSM-R D        | GSM-R F            | GSM-R D          | R-GSM                        |
| 961           | GSM-R D        | GSM-R F            | GSM-R CH         | R-GSM                        |
| 962           | GSM-R D        | GSM-R CH           | GSM-R CH         | R-GSM                        |
| 963           | GSM-R D        | GSM-R D            | GSM-R D          | R-GSM                        |
| 964           | GSM-R D        | GSM-R F            | GSM-R D          | R-GSM                        |
| 965           | GSM-R D        | GSM-R CH           | GSM-R CH         | R-GSM                        |
| 966           | GSM-R D        | GSM-R D            | GSM-R D          | R-GSM                        |
| 967           | GSM-R D        | GSM-R D            | GSM-R D          | R-GSM                        |
| 968           | GSM-R D        | GSM-R CH           | GSM-R CH         | R-GSM                        |
| 969           | GSM-R D        | GSM-R D            | GSM-R D          | R-GSM                        |
| 970           | GSM-R D        | GSM-R D            | GSM-R D          | R-GSM                        |
| 971           | GSM-R D        | GSM-R CH           | GSM-R CH         | R-GSM                        |
| 972           | GSM-R D        | GSM-R D            | GSM-R D          | R-GSM                        |
| 973           | GSM-R D        | GSM-R F            | GSM-R D          | R-GSM                        |

Das GSM-R-Netz der Deutschen Bahn versorgt mit nahezu 4.000 Basisstationen ca. 30.000 Streckenkilometer (Stand: 2022). Mehr als 70.000 Mobilfunkteilnehmer sind registriert. 2018 waren es noch ca. 3800 Basisstationen für rund 29.500 Streckenkilometer. Für die Versorgung des gesamten Streckennetzes wären nach damaligen Angaben etwa weitere 800 zusätzliche Basisstationen erforderlich gewesen. Ende 2019 waren 29.751 von 33.291 Betriebskilometern mit GSM-R ausgerüstet. Die DB unterhält mit 13 europäischen GSM-R-Betreibern Roamingabkommen.
Seit 2016 müssen in Deutschland neu zugelassene Fahrzeuge mit so genannten „gehärteten GSM-R-Endgeräten“ ausgerüstet werden, die die zu GSM-R benachbarten Frequenzbänder des öffentlichen Mobilfunks besser trennen und somit Empfangsstörungen vermeiden können. Zuvor verbaute, ungehärtete Geräte, genießen Bestandsschutz. Die Härtung gilt als Voraussetzung, um eine kostengünstige Versorgung mit öffentlichem LTE-Mobilfunk an Bahnanlagen zu ermöglichen. Im Mai 2019 wurde eine Richtlinie zur Förderung des Austausches bestehender GSM-R-Funkmodule gegen störfeste Module bzw. zum Einsatz entsprechender Filter bekanntgemacht. Damit sollen bis zu 20.000 Triebfahrzeuge binnen vier Jahren umgerüstet werden. Der Zuschuss beträgt 50 % der zuwendungsfähigen Kosten bzw. Ausgaben, höchstens jedoch 3.000 Euro pro umgerüsteten GSM-R-Endgerät. Im Rahmen eines Konjunkturpakets wurde der Fördersatz 2020 auf einhundert Prozent erhöht. Der überwiegende Teil der wenigstens 16.500 Zugfunkanlagen bzw. rund 13.600 Fahrzeuge könne laut Industrieangaben mit niedrigen Kosten umgerüstet werden, rund 1000 Fahrzeuge benötigten einen Austausch der gesamten Zugfunkanlage zu Kosten von rund 25.000 Euro. Das Förderprogramm wurde im Juli 2021 bis Ende 2022 verlängert. Ende März 2022 wurde die Förderrichtlinie um Zugfunkgeräte erweitert, die zwar TSI-konform, jedoch trotzdem nicht störfest sind. Mit Beschluss vom 17. November 2021 genehmigte die Bundesnetzagentur grundsätzlich eine von der DB Netz AG mit Wirkung ab Dezember 2022 beabsichtigte Änderung der Netzzugangsbedingungen, wonach alle auf Strecken mit GSM-R-Zugfunk eingesetzten Fahrzeuge zwingend mit störfesten GSM-R-Funkmodule ausgerüstet sein müssen. Davon ausgenommen bleibt zunächst nur die Verbindung München–Lindau Grenze. Am 23. November 2022 beschloss die Bundesnetzagentur, die Pflicht auszusetzen, da noch mehr als 1000 Triebfahrzeuge noch nicht ausgerüstet seien. Nunmehr sollen Fahrzeugbetreiber bis 14. Dezember 2024 Zeit haben, die Anforderung umzusetzen. DB Netz beabsichtigt, die entsprechende Änderung der Netzzugangsbedingungen Netz (NBN) für die Netzfahrplanperioden ab 2025 wieder aufzunehmen. Im Februar 2025 teilte die Deutsche Bahn mit, die Einschränkung sei aufgehoben worden. Die Förderung für störfeste Endgeräte summierte sich auf insgesamt 95 Millionen Euro.
Im Zuge des Digitalen Knotens Stuttgart ist für ETCS-Bereiche „ohne Signale“, erstmals in Deutschland, vorgesehen, ein voll redundantes Funknetz (einschließlich BTS und BSC) aufzubauen. Dabei ist auch eine alternierende Anbindung von Basisstationen an zwei BSCs vorgesehen, sodass der Ausfall eines beliebigen Netzelements ohne spürbare Folgen für den Bahnbetrieb bleiben soll. Das erweiterte Frequenzband soll genutzt, auf GPRS hingegen verzichtet und damit kürzere Latenzen und planbarere Handover erreicht werden. Beim Ausfall einer BTS oder einer BSC soll damit ein für den ETCS-Betrieb noch ausreichender Pegel von -98 dBm mit ausreichender Überlappung der verbliebenen Funkzellen gewährleistet werden. Durch die Unterstützung des erweiterten Frequenzbandes bei der ETCS-Nachrüstung von Fahrzeugen sollen zusätzliche Planungsspielräume für die GSM-R-Infrastruktur entstehen und deren Aufwand reduziert werden. Im Baustein 3 des Projekts, in dem L2oS-Inbetriebnahmen im Umland ab 2030 geplant sind, wird ein anderer Ansatz verfolgt, bei dem das bestehende GSM-R nur noch in überschaubarem Umfang ausgebaut und stattdessen auf das Nachfolgesystem FRMCS fokussiert wird.

### Schweiz (Schweizerische Bundesbahnen)

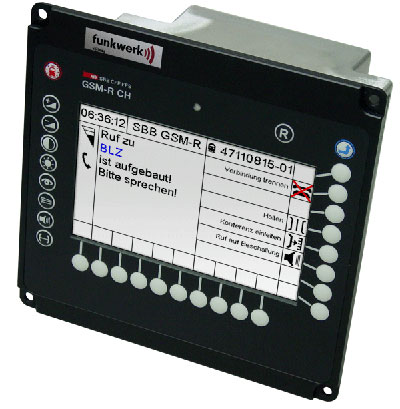
Bedienteil cab radio für die SBB

Anfang 1999 erteilten die Schweizerischen Bundesbahnen (SBB) erstmals den Auftrag zum Aufbau und Betrieb eines GSM-R-Netzes. Die SBB gaben dabei die Versorgung einer 36 km langen Pilotstrecke, zwischen Zofingen und Sempach, in Auftrag. Die ersten Versuchsfahrten waren für die zweite Jahreshälfte 1999 geplant. 2003 erteilte die SBB den Auftrag zum Aufbau und Betrieb eines GSM-R-Netzes entlang aller Hauptlinien und den wichtigsten Nebenlinien. Die SBB hatten die Hauptlinien für über 430 Millionen Schweizer Franken mit GSM-R ausgerüstet. Wegen vieler Einsprachen explodierten die Kosten und der Aufbau des GSM-R-Mobilfunknetzes auf zahlreichen Nebenlinien war vor 2015 noch nicht fertig gestellt. Das Netz umfasst inzwischen rund 1340 Antennenstandorten und wird weiter ausgebaut. Damit werden rund 2200 Kilometer Hauptstrecken versorgt. Der GSM-Rollout soll bis Ende 2023 abgeschlossen werden. Rund 1100 Kilometer Nebenstrecken werden über das öffentliche Netz eines Roaming-Partners versorgt.
Der fest installierte Teil des Mobilfunk-Netzwerks wurde von Nokia Siemens Networks geliefert und bis heute betrieben. Die SBB betreiben das Schweizer GSM-R-Mobilfunknetz auf dem 4 MHz breiten UIC-Frequenzband:
- Uplink: 876–880 MHz
- Downlink: 921–925 MHz

Das UIC-Frequenzband besteht aus 19 GSM-Kanälen mit einem Kanalabstand von 200 kHz:
| Kanal (ARFCN) | Landesinnere CH | Grenzgebiet F-CH | Grenzgebiet F-D-CH | Grenzgebiet D-CH |
| ------------- | --------------- | ---------------- | ------------------ | ---------------- |
| 955           | GSM-R CH        | –                | –                  | –                |
| 956           | GSM-R CH        | GSM-R F          | GSM-R F            | GSM-R CH         |
| 957           | GSM-R CH        | GSM-R CH         | GSM-R CH           | GSM-R CH         |
| 958           | GSM-R CH        | GSM-R F          | GSM-R F            | GSM-R CH         |
| 959           | GSM-R CH        | GSM-R CH         | GSM-R CH           | GSM-R CH         |
| 960           | GSM-R CH        | GSM-R F          | GSM-R F            | GSM-R D          |
| 961           | GSM-R CH        | GSM-R F          | GSM-R F            | GSM-R CH         |
| 962           | GSM-R CH        | GSM-R CH         | GSM-R CH           | GSM-R CH         |
| 963           | GSM-R CH        | GSM-R F          | GSM-R D            | GSM-R D          |
| 964           | GSM-R CH        | GSM-R F          | GSM-R F            | GSM-R D          |
| 965           | GSM-R CH        | GSM-R CH         | GSM-R CH           | GSM-R CH         |
| 966           | GSM-R CH        | GSM-R F          | GSM-R D            | GSM-R D          |
| 967           | GSM-R CH        | GSM-R CH         | GSM-R D            | GSM-R D          |
| 968           | GSM-R CH        | GSM-R CH         | GSM-R CH           | GSM-R CH         |
| 969           | GSM-R CH        | GSM-R F          | GSM-R D            | GSM-R D          |
| 970           | GSM-R CH        | GSM-R CH         | GSM-R D            | GSM-R D          |
| 971           | GSM-R CH        | GSM-R CH         | GSM-R CH           | GSM-R CH         |
| 972           | GSM-R CH        | GSM-R CH         | GSM-R D            | GSM-R D          |
| 973           | GSM-R CH        | GSM-R F          | GSM-R F            | GSM-R D          |

Der digitale Zugfunk erfolgt über das GSM-R-Mobilfunknetz. Der Rangierdienst und Baudienst nutzt ebenfalls das GSM-R-Mobilfunknetz. Weiter wird das GSM-R-Mobilfunknetz für Zugfahrten mit ETCS Level 2 benötigt. Das Zugpersonal ist mit Mobiltelefonen ausgerüstet, welche das UIC-Frequenzband nicht unterstützen und somit das GSM-R Mobilfunksignal nicht empfangen und senden können. Die Mobiltelefone des Zugpersonal werden mit GSM-R-SIM-Karten betrieben und nutzen die Kernkomponenten des GSM-R-Mobilfunknetzes (z. B. HLR), damit über bahnspezifische Programme (z. B. App und/oder SIM-Toolkit) GSM-R-Spezialfunktionen wie die Funktionsrufnummern realisiert werden können. Die Mobiltelefone des Zugpersonals verwenden dank Roaming das Mobilfunksignal von öffentlichen Mobilfunkanbietern im In- und Ausland.
Auf Schweizer Eisenbahnstrecken ohne streckenseitige ETCS-Level-2-Ausrüstung ist das GSM-R-Netz nur teilweise mit einer redundanten Base Station Controller (BSC)-Mobilfunkinfrastruktur aufgebaut. Bei einem GSM-R-Ausfall (zum Beispiel Ausfall BSC) oder fehlenden GSM-R-Mobilfunkempfang kann der Triebfahrzeugführer dank Roaming ins öffentliche GSM-Mobilfunknetz (GSM-P/GSM-Public) den digitalen Zugfunk weiterhin nutzen. Die aktuelle GSM-R-Netzabdeckung ist in den Streckentabellen RADN ersichtlich. Der GSM-R-Rolloutplan bietet eine Übersicht über die GSM-R-Netzabdeckung auf den Normalspur-Eisenbahnstrecken der Schweizer Infrastrukturbetreiber. Die Angaben zur GSM-R-Netzabdeckung gelten auch für Eisenbahntunnel, dort wird die GSM-R-Mobilfunkversorgung über die Tunnelfunkanlage realisiert. Auf Normalspur-Streckenabschnitten mit fehlender GSM-R-Netzabdeckung kann die Tunnelfunkanlage fehlen. Deshalb kann bei fehlender GSM-R-Netzabdeckung insbesondere in kürzeren Normalspur-Eisenbahntunneln kein Mobilfunkempfang (GSM-R/GSM-P) vorhanden sein.
Für Zugfahrten unter der Sicherheitsverantwortung von ETCS L2 muss das GSM-R-Mobilfunknetz aus Sicherheitsgründen erhöhten Verfügbarkeits-Anforderungen genügen. Für ETCS L2 müssen alle Mobilfunkkomponenten des GSM-R-Mobilfunknetzes redundant aufgebaut sein. Die Lokomotive verfügt über zwei EDOR für den ETCS-Fahrzeugrechner (EVC). Die zentralen GSM-R-Mobilfunkinfrastrukturkomponenten des Network Switching Subsystem (NSS) sind redundant ausgelegt (z. B. MSC). Zwei BSC versorgen unabhängig voneinander den gleichen Bahnstreckenabschnitt mit GSM-R-Mobilfunkempfang.
Bei Außenversorgung von ETCS-Level-2-Strecken wird der gleiche Streckenabschnitt von mindestens einer am BSC A angeschlossenen Mobilfunkantennen (BTS) und von mindestens einer benachbarten, am BSC B angeschlossene Mobilfunkantenne (BTS) versorgt. Die am BSC A angeschlossenen Mobilfunkantennen sind unabhängig von den am BSC B angeschlossenen Mobilfunkantennen. Fällt eine Mobilfunkantenne (BTS) aus, übernehmen die benachbarten Mobilfunkantennen die Versorgung des vom Ausfall betroffenen Streckenabschnitts. Fällt ein BSC aus, stellt der zweite BSC mit seinen Mobilfunkantennen den GSM-R-Empfang auf dem gesamten Streckenabschnitt sicher. Selbst bei einem BTS- oder BSC-Ausfall muss auf ETCS L2-Strecken mit Führerstandssignalisierung bis 220 km/h ein minimaler GSM-R-Signalpegel von mindestens -95 dBm gewährleistet sein.
Bei Tunnelversorgung von ETCS L2-Strecken stellen in der Regel zwei voneinander völlig unabhängige Tunnelfunkanlagen die redundante GSM-R-Mobilfunkversorgung im Eisenbahntunnel sicher. In jedem Tunnelabschnitt sind jeweils zwei Strahlungskabel parallel installiert. Das erste Strahlungskabel ist an der Tunnelfunkanlage A angeschlossen. Das zweite Strahlungskabel ist an der Tunnelfunkanlage B angeschlossen. Fällt das Strahlungskabel der Tunnelfunkanlage A wegen eines technischen Defekts aus, übernimmt das Strahlungskabel der Tunnelfunkanlage B die GSM-R-Mobilfunkversorgung in diesem Tunnelabschnitt.
Um Kosten zu sparen, wurde von den europäischen Eisenbahninfrastrukturbetreibern nur eine minimale Mobilfunkinfrastruktur realisiert. Gemäß EIRENE SRS ist bei optischer Signalisierung ein minimaler GSM-R-Signalpegel von -98 dBm erforderlich. Erst mit dem Einsatz einer Aussenantenne am GSM-R-Mobilfunkgerät ist in Fahrzeugen oder Wagen eine störungsfreie und qualitativ hochstehende Sprach- und Datenkommunikation auch bei einem sehr schwachen Signalpegel von -98 dBm möglich. Die fest installierten Zugfunkgeräte (CAB-Radio) und die zwei EDOR für den EVC sind mit einer oder mehreren auf dem Wagendach installierten Aussenantenne(n) verbunden. Alle in der Schweiz eingesetzten In-Train-Repeater müssen über eine Bandsperre für das UIC-Frequenzband verfügen. Bedingt durch die Bandsperre ist mit einem GSM-R-Mobiltelefon in den damit ausgestatteten Personenwagen der Mobilfunkempfang von öffentlichen Mobilfunkanbietern (GSM-P) besser als mit GSM-R.
Die Swisscom wird Ende 2020 die Ausstrahlung des Mobilfunksignals der 2. Generation (GSM-P) einstellen. Alle öffentlichen Schweizer Mobilfunkanbieter haben ähnliche Pläne zur Abschaltung des Mobilfunknetz der 2. Generation (GSM). Deshalb wird GSM-R sehr wahrscheinlich ab 2021 das letzte in Betrieb stehende Schweizer GSM-Mobilfunknetz sein. Bis Ende 2020 müssen alle Schweizer Normalspur-Eisenbahnstrecken mit GSM-R-Mobilfunkversorgung ausgerüstet sein. Die digitalen Zugfunkgeräte unterstützen nur das Mobilfunksignal der 2. Generation (GSM). Bei fehlendem GSM-R-Mobilfunkempfang ist ab 2021 keine Kommunikation über den digitalen Zugfunk mehr möglich. Bis dahin kann bei fehlendem GSM-R-Mobilfunkempfang dank Roaming das öffentliche GSM-Mobilfunknetz für den digitalen Zugfunk genutzt werden. Das Zugpersonal ist mit Mobiltelefonen ausgerüstet, welche das Roaming in das öffentliche Mobilfunknetz der 3. Generation (UMTS) ermöglichen.

### Frankreich (Réseau ferré de France)
Der damalige französische Netzbetreiber Réseau ferré de France (RFF) vergab im Frühjahr 2010 einen Vertrag zur GSM-R-Ausrüstung an das Konsortium Synerail. Bis 2015[veraltet] sollten im Rahmen des mehr als eine Milliarde Euro umfassenden PPP-Projektes rund 14.000 Streckenkilometer mit GSM-R ausgerüstet werden. Eingeschlossen war dabei der Betrieb über 15 Jahre.
Der 1,5 Milliarden Euro umfassende Vertrag zwischen der SNCF und dem SYNERAIL, einem Konsortium der Unternehmen Vinci und SFR, endete zum 25. März 2025. SNCF Réseau übernahm den Netzbetrieb zu diesem Stichtag selbst.

### Weitere Anwender
Der niederländische Netzbetreiber ProRail beauftragte 1997 zunächst eine GSM-R-Machbarkeitsstudie. Ausschreibung und Vergabe folgen in den Jahren 1998 und 1999. Nach dem Aufbau des Systems war es ab Anfang 2004 einsatzfähig.
Die Schnellfahrstrecke Rom–Neapel bildete die Keimzelle für das italienische GSM-R-Netz. In Italien stand zunächst nur ein eingeschränktes Band (2×2 MHz) zur Verfügung, die übrigen Frequenzen waren zunächst noch durch andere Anwendungen belegt.
In Belgien wurde das GSM-R-Ausrüstungsprojekt 2003 begonnen.

Ebenfalls 2003 entschied die finnische Eisenbahnbehörde Ratahallintokekus (RHK), alle Hauptbahnen mit GSM-R auszustatten. 2015 entschied sich Finnland, das GSM-R-Netz bis 2018 durch VIRVE, ein TETRA-basiertes und bereits für Behördenfunk genutztes Kommunikationssystem, zu ersetzen. Als Motive werden sowohl Störungen des GSM-R-Netzes durch öffentliche GSM-Mobilfunkanbieter als auch die Schwächung des GSM-Mobilfunkempfangs in Zügen durch GSM-R genannt. Laut Angaben der finnischen Regierung seien die Kosten für den Weiterbetrieb des auszubauenden GSM-R-Netzes wesentlich höher als der Systemwechsel. Die erwarteten Kosten für den Weiterbetrieb von GSM-R seien bei mehr als 20 Millionen Euro pro Jahr gelegen, umgerechnet ungefähr 4000 Euro für jedes der 5000 Endgeräte. Die Kosten für die Nutzung des gemeinsamen TETRA-Netzwerks des öffentlichen Sicherheitssektors werden hingegen mit weniger als 5 Millionen Euro pro Jahr beziffert. Im Übrigen sollte eine EU-Entscheidung über den Nachfolger des GSM-R-Systems nicht abgewartet werden. Finnland erhielt dazu eine Genehmigung, von der europäischen GSM-R-Ausrüstungspflicht abzuweichen. Das TETRA-System sollte als Übergangslösung bis 2022 genutzt werden, bis FRMCS kommerziell verfügbar sein sollte. 2021 war geplant, ab 2025 FRMCS über öffentlichen 5G-Mobilfunk zu nutzen. Das TETRA-basierte Kommunikationssystem hat gegenüber GSM-R den Vorzug, durch Verwendung eines niedrigeren Frequenzbereiches eine höhere Reichweite der Basisstationen zu erzielen. Im benachbarten russischen Breitspurnetz wird das Zugbeeinflussungssystem KLUB-U eingesetzt, welches sowohl TETRA-basierten Bahnfunk benutzt als auch ERTMS-kompatibel ist, so dass sich bei gleicher Spurweite noch der Vorteil eines gemeinsamen Funkstandards ergibt.
In Zusammenarbeit mit der Firma Nortel hat Kapsch ein GSM-R-Netz in der Slowakischen Republik für die Bahn (ŽSR) aufgebaut und Anfang September 2006 in Betrieb genommen.
Auch in Slowenien baut Kapsch gemeinsam mit Iskratel bis 2015 ein GSM-R auf einer Strecke von 1200 Kilometern auf.
Nokia nahm in Schweden das weltweit erstes GSM-R-Netz in Betrieb.
In China war GSM-R im Jahr 2006 auf insgesamt 2100 km Streckenlänge in Betrieb oder im Aufbau. Auf der 1142 km langen Tibet-Linie kommen 300 Basisstationen zum Einsatz, auf bis zu 5200 m Höhe.
Anfang 2015 vergab der spanische Infrastrukturbetreiber ADIF einen bis 2024 laufenden 339-Millionen-Euro-Auftrag zum Betrieb, zur Instandhaltung und zur Modernisierung des GSM-R-Netzes entlang seiner Hochgeschwindigkeitsstrecken.
Im März 2016 wurde der Auftrag zum Aufbau eines GSM-R-Netzes in Luxemburg vergeben. Das Netz sollte Anfang 2017 aufgebaut sein. Letztlich war die Inbetriebnahme im Januar 2019 abgeschlossen.
In Ostafrika werden eine Reihe von Strecken erwogen bzw. geplant, die einheitlich GSM-R (mit ERTMS Regional) nutzen sollen. Die 19 erwogenen Strecken befinden sich in den Ländern Burundi, Kongo, Kenia, Ruanda, Südsudan, Tansania und Uganda.
Indian Railways plant, das GSM-R-Netz von 2.541 km (Stand: Januar 2018) auf 20.000 km auszubauen, um das gesamte Kernnetz damit abzudecken. Es wird als Mobile Train Radio Communication (MTRC) bezeichnet.

## Nachfolgesysteme
GSM-R basiert auf GSM, einem Mobilfunkstandard der zweiten Generation (2G). Für bahnspezifische Anwendungen wird UMTS als ein Mobilfunkstandard der dritten Generation (3G) generell nicht eingesetzt. Es existieren aber Untersuchungen, wo man im Bereich von Nebenstrecken zusammen mit anderen technischen Mitteln UMTS als Bestandteil standardisierter IP-Übertragungen erfolgreich getestet hat.
Die meisten GSM-R-Mobilfunknetze werden fortlaufend modernisiert und erlauben bereits die Nutzung von paketorientierten Datendiensten über die Erweiterung GPRS oder EDGE. Viele in Betrieb stehenden GSM-R-Mobilfunknetze sind bereits auf den Standard 3GPP Release 4 aktualisiert worden. Ein 3GPP-Release-4-Mobilfunknetz ist ein Zwischenschritt zum All-IP-Netzwerk. Im All-IP-Netzwerk sind alle fest installierten Komponenten eines Mobilfunknetzes über ein IP-Netzwerk miteinander verbunden. Im Endausbau sind auch Dritt- und Nachbarsysteme (z. B. RBC) über ein IP-Netzwerk mit dem GSM-R-Mobilfunknetz verbunden. Bei der Modernisierung der GSM-R-Mobilfunknetze wird meistens direkt auf All-IP-Netze umgerüstet, womit eine spätere Migration zu Nachfolgesystemen auf den geänderten funktechnischen Bereich (Zugangsnetz) reduziert wird.
GSM-R wird durch die Industrie nur noch bis 2035 gesichert unterstützt. GSM-R soll weltweit durch das auf 5G basierende Nachfolgesystem Future Railway Mobile Communication System (FRMCS) abgelöst werden.

## Bilder

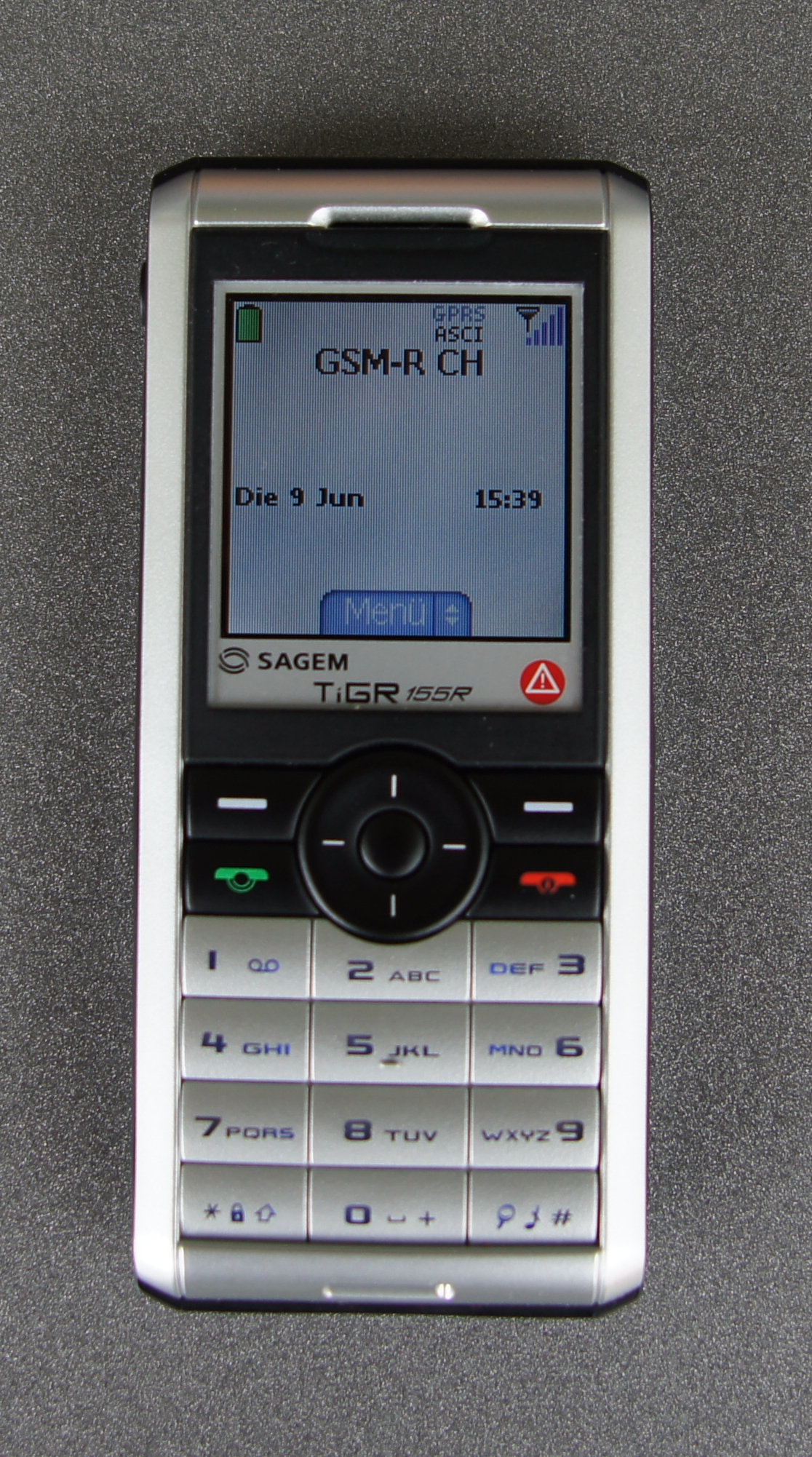
GPH-Mobiltelefon Sagem TiGR 155R
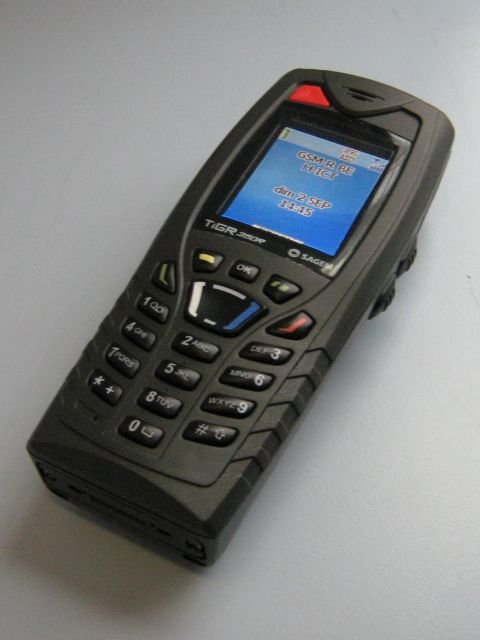
OPH-Mobiltelefon Sagem TiGR 350R
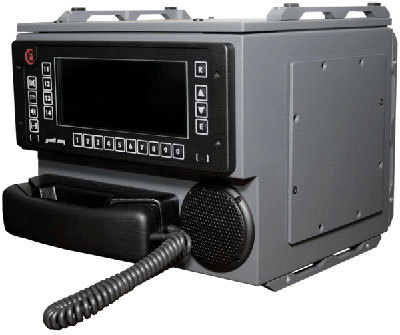
Cab Radio
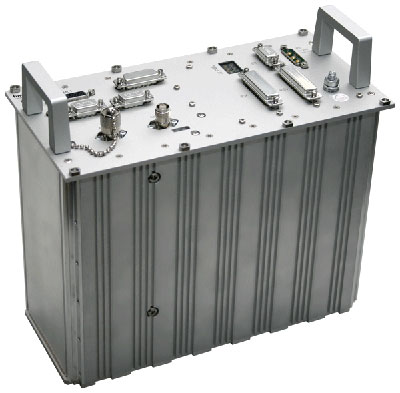
Kompaktes GSM-R-Zugfunkgerät
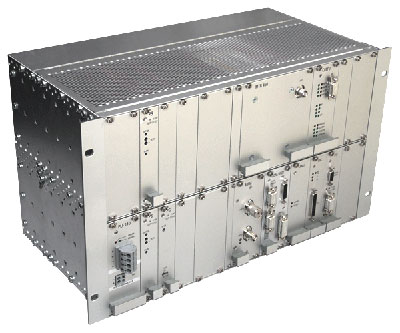
Dual-Mode-Zugfunkgerät in 19″-Technik
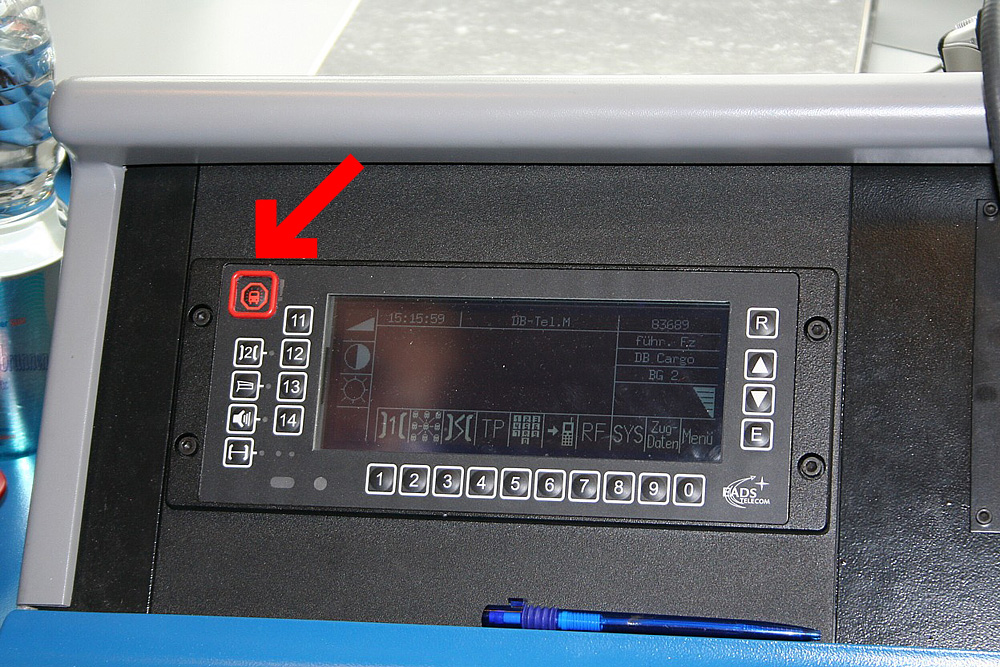
Notruftaste eines Cab Radio
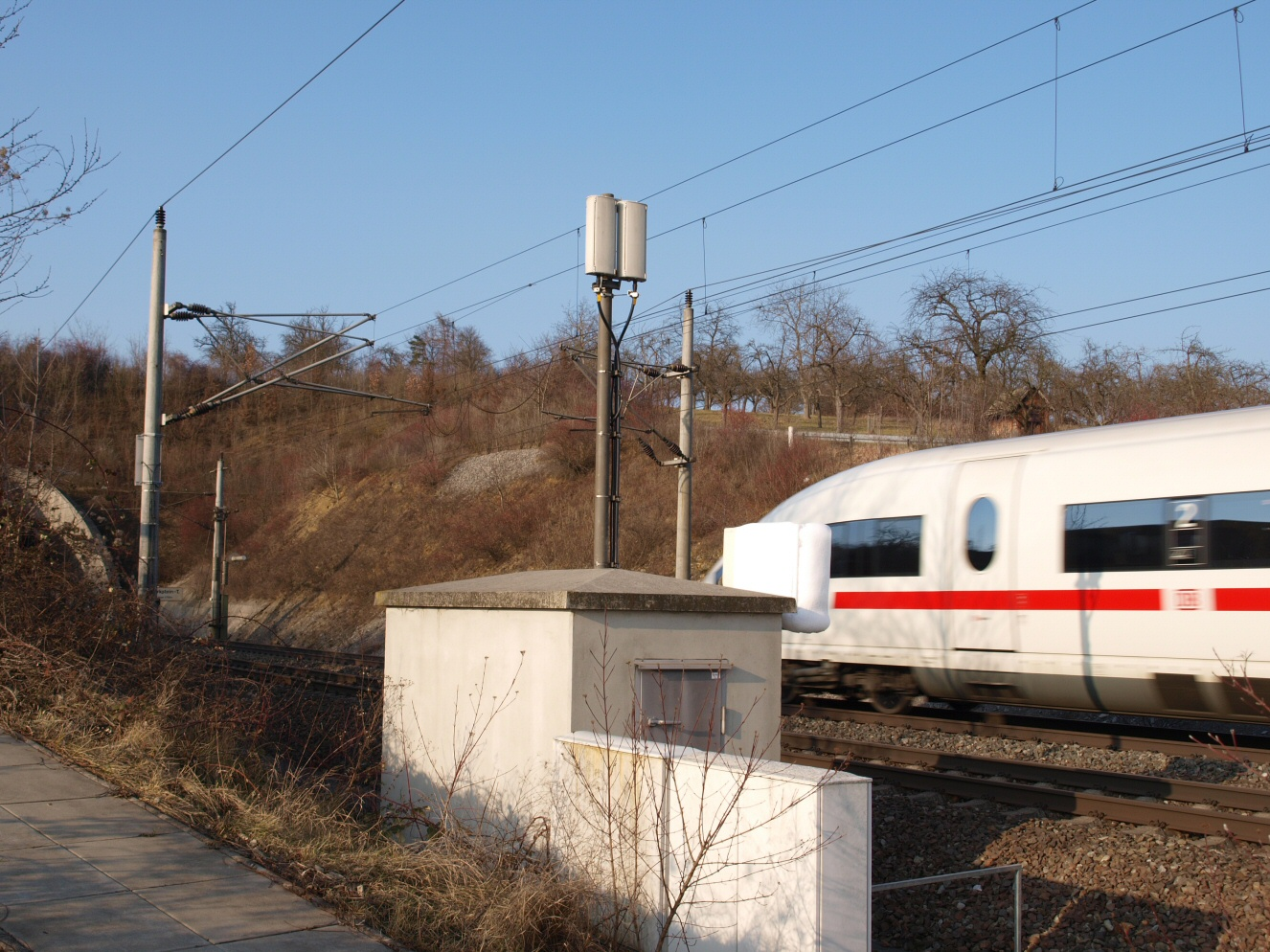
Eine GSM-R-Station der DB.
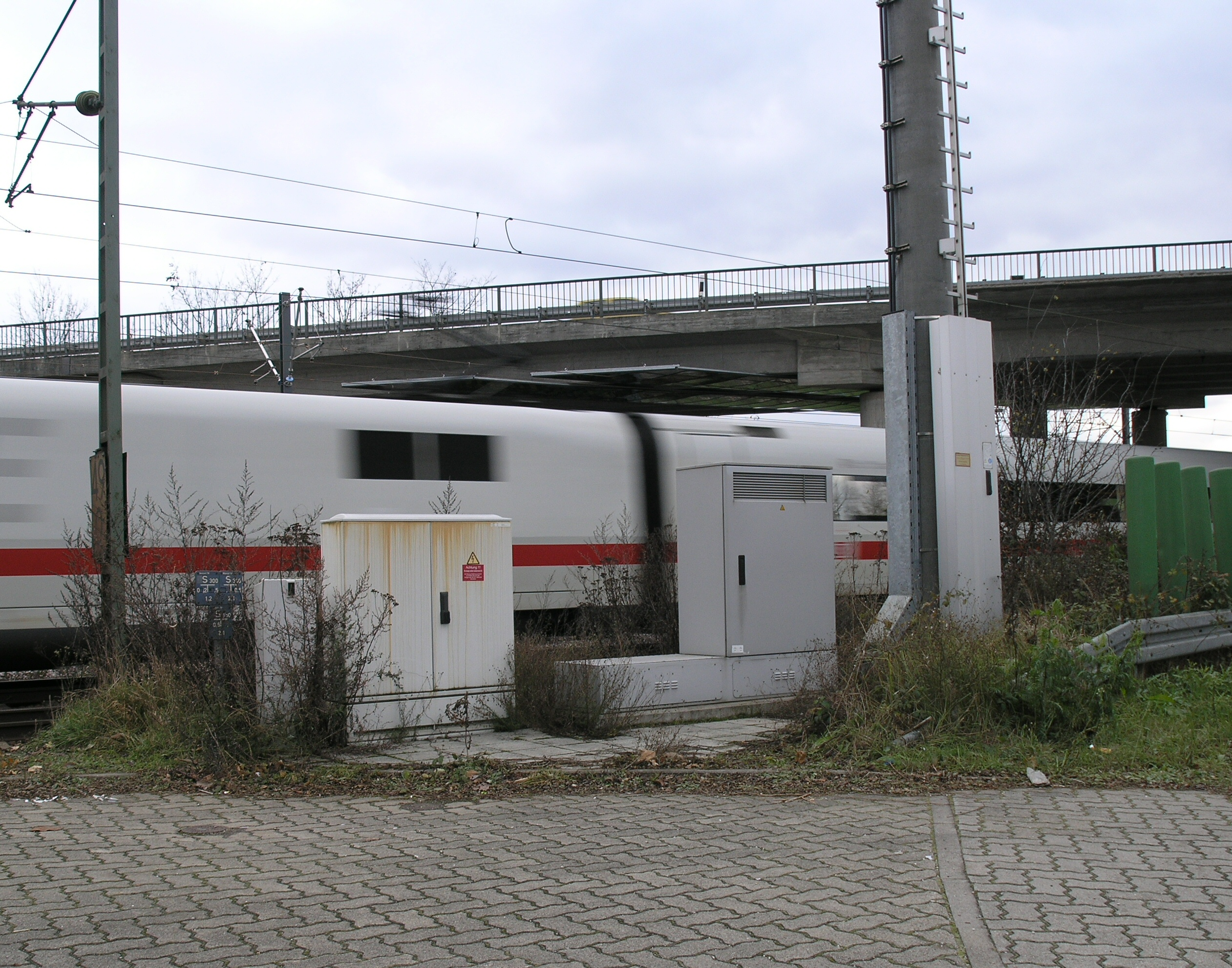
Die S8002, eine Outdoor-Station für GSM-R von Nortel
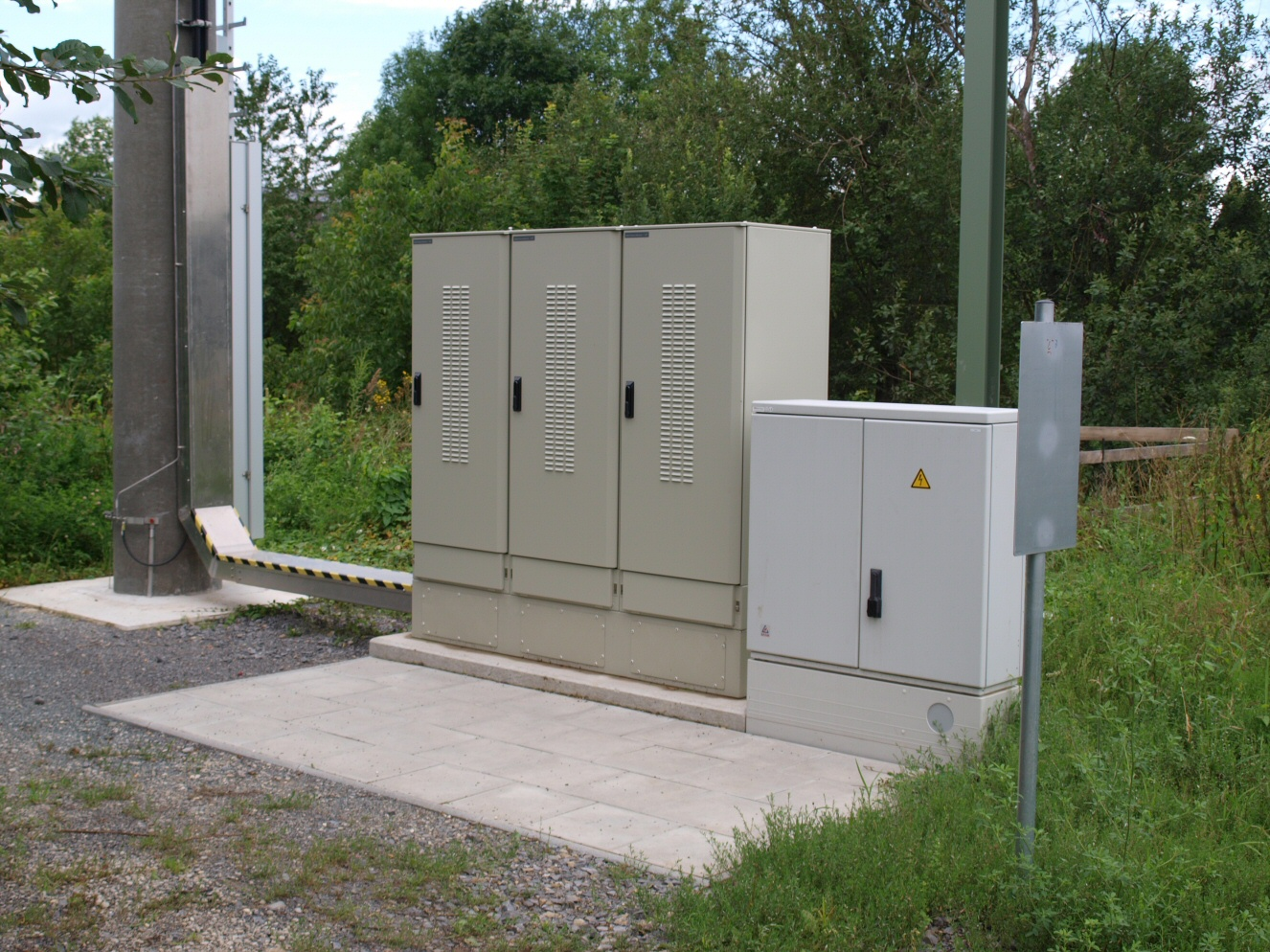
Die BS 241-II, eine Outdoor-Station für GSM-R von Nokia Siemens Networks
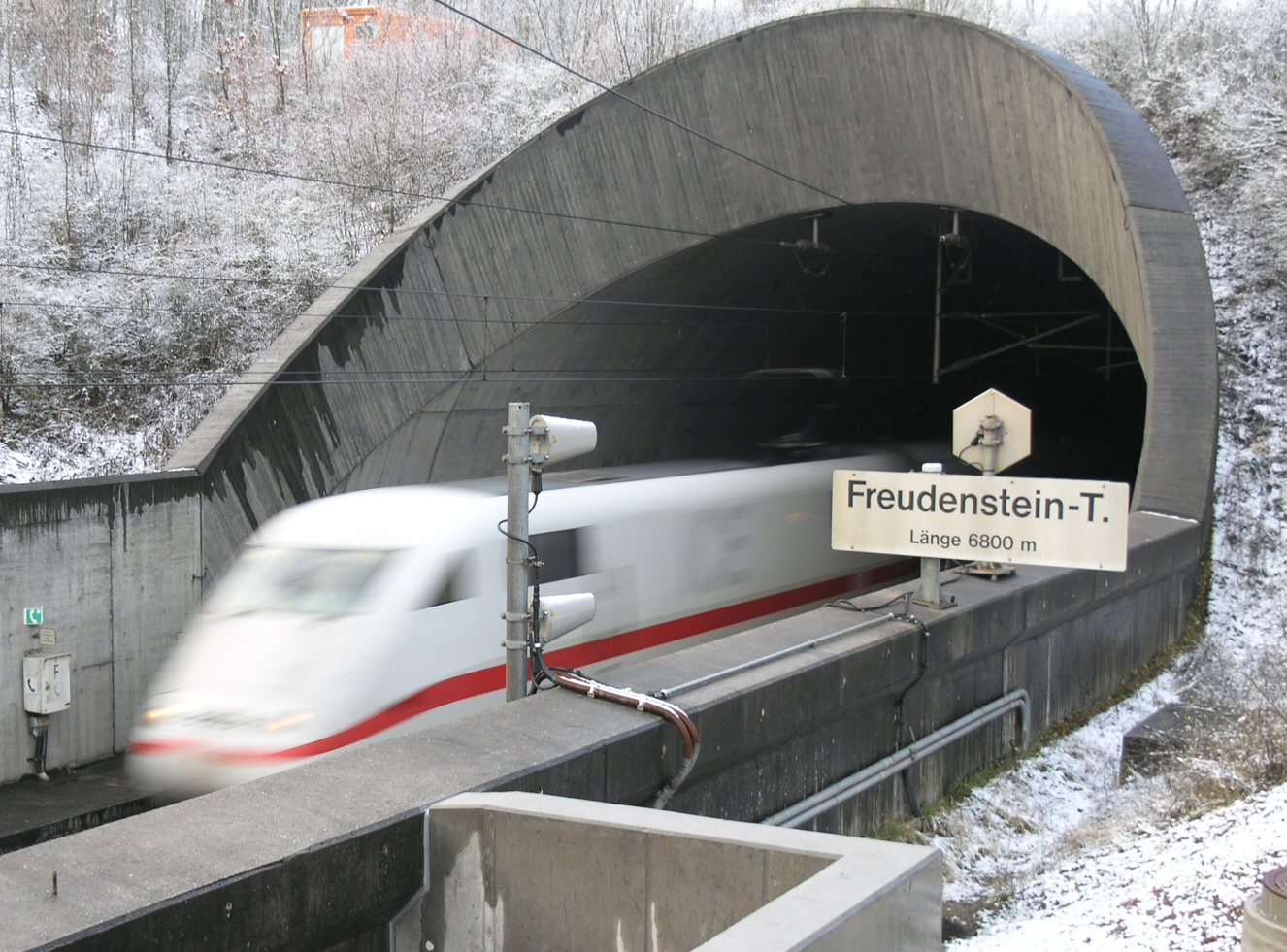
Redundante Antennen zur Tunnelversorgung mit GSM-R